# باب البستان
باب البستان هو الباب الثامن من أبواب سور حريم دار الخلافة ببغداد الشرقية، بعد باب الخاصة. ولكن يذكر القلقشندي، ان السور يمتد بعد باب العامة نحو ميل لا باب فيه إلا باب بستان، وهذا الباب عليه منظرة تشرف على مكان تذكية الأضاحي، التي كانت تجزر في عيد الأضحى.